# Edda Weigand
Edda Weigand, geb. Gebhard (* 13. Januar 1943 in Nürnberg), ist eine deutsche Linguistin.

## Leben
Nach dem Studium der klassischen Philologie und Germanistik an den Universitäten Erlangen und Tübingen, dem Studium der Deutschen Sprachwissenschaft an der Universität Tübingen, der Promotion an der Universität Tübingen (1978) und der Habilitation an der Philologischen Fakultät der Ruhr-Universität Bochum (1985) war sie von 1992 bis 1994 Professoressa associata an der Universität Messina. 1994 wurde sie Professorin für Linguistik an der Universität Münster. Zudem hatte sie Gastprofessuren an der Universität Lugano (1998–2000) und University of California, Santa Barbara (2002) inne. 2008 wurde sie emeritiert.
1990 gründete Weigand mit Sorin Stati und Franz Hundsnurscher die Organisation International Association for Dialogue Analysis (IADA), deren Präsidentin sie von 2005 bis 2012 war.

## Schriften (Auswahl)
- Die Zuordnung von Ausdruck und Inhalt bei den grammatischen Kategorien des Deutschen. Tübingen 1978, ISBN 3-484-10297-7.
- (Hrsg.): Concepts of dialogue. Considered from the perspective of different disciplines. Tübingen 1994, ISBN 3-484-75006-5.
- (Hrsg.): Dialogue analysis: units, relations, and strategies beyond the sentence. Contributions in honour of Sorin Stati's 65th birthday. Tübingen 1997, ISBN 3-484-75013-8.
- Sprache als Dialog. Sprechakttaxonomie und kommunikative Grammatik. Tübingen 2003, ISBN 3-484-30204-6.